# Huelves
Huelves es un municipio español de la provincia de Cuenca, en la comunidad autónoma de Castilla-La Mancha. Tiene una superficie de 39,44 km². Cuenta con una población de 88 habitantes (INE 2024). y una densidad de 1,62 hab/km².

## Historia
Coronando el pueblo se encuentran las ruinas, muy deterioradas por el tiempo ya, del llamado Castillo de Acuña. Por su traza, posiblemente fue asentado sobre en pequeño fuerte de época romana similar a otros de la zona que controlaban las minas de lapis specularis. En los restos de sus muros podemos apreciar un recinto rectangular, con torres circulares, indicio de la última reconstrucción realizada en el siglo XV. La fortaleza debió de formar parte de la frontera entre el reino de Castilla y el taifa de Toledo, atribuyéndose su uso en el siglo XII a Alvar Fáñez. Está documentado que en el siglo XV Lope Vázquez de Acuña y Carrillo de Albornoz, I duque de Huete, los reconstruyó.

## Demografía
Huelves cuenta con una población de 88 habitantes (INE 2024).
| Gráfica de evolución demográfica de Huelves entre 1842 y 2021 |
| |
| Población de derecho según los censos de población del INE Población de hecho según los censos de población del INEEntre el censo de 1857 y el anterior, disminuye el término del municipio porque independiza a Paredes |

## Administración
| Periodo   | Nombre                      | Partido |
| --------- | --------------------------- | ------- |
| 1979-1983 | José María Yunta Córdoba    | AP      |
| 1983-1987 | José Luis Jiménez Martínez  | PSOE    |
| 1987-1991 | José Luis Jiménez Martínez  | PSOE    |
| 1991-1995 | José Luis Jiménez Martínez  | PSOE    |
| 1995-1999 | Francisco José Garrido Cruz | PSOE    |
| 1999-2003 | Francisco José Garrido cruz | PSOE    |
| 2003-2007 | María-Rosario Yunta Gómez   | PP      |
| 2007-2011 | Jesús Yunta García          | PSOE    |
| 2011-2015 | Lola Asensio Navarrete      | PSOE    |
| 2015-2019 | Lola Asensio Navarrete      | PSOE    |
| 2019-2023 | Lola Asensio Navarrete      | PSOE    |